# کانتری ایرپلی
کانتری ایرپلی یک جدول موسیقی است که از ۲۰ ژانویهٔ ۱۹۹۰ به‌صورت هفتگی توسط مجلهٔ بیلبورد در ایالات متحده منتشر می‌شود. این جدول ۶۰ آهنگی را که بیشترین پخش‌ها را در ۱۵۰ ایستگاه رادیوی کانتری در سراسر کشور داشته‌اند، بر پایهٔ نظارت از سوی نیلسن بی‌دی‌اس فهرست می‌کندو رتبه‌بندی‌های نیلسن برای هر ایستگاه، فهرست می‌کند.
نخستین ترانهٔ شماره‌یک در این جدول «کسی خانه نیست» اثر کلینت بلک بود.

## دستاوردها

### بیشترین آهنگ‌های شماره‌یک
| مجموع | هنرمند     | منبع  |
| ----- | ---------- | ----- |
| ۳۲    | کنی چزنی   | [ ۲ ] |
| ۲۹    | تیم مک‌گرا  | [ ۳ ] |
| ۲۸    | بلیک شلتون | [ ۴ ] |
| ۲۶    | الن جکسون  | [ ۳ ] |
| ۲۶    | جرج استریت | [ ۳ ] |

### بیشترین آهنگ‌های شماره‌یک هنرمندان زن
| مجموع | هنرمند         | منبع        |
| ----- | -------------- | ----------- |
| ۱۶    | کری آندروود    | [ ۵ ] [ ۶ ] |
| ۱۱    | ریبا مک‌اینتایر | [ ۵ ]       |
| ۹     | فیث هیل        | [ ۷ ]       |
| ۷     | شنایا توین     | [ ۷ ]       |
| ۷     | تیلور سوئیفت   | [ ۷ ]       |

### بیشترین آهنگ‌های شماره‌یک دونفره یا گروه‌ها
| مجموع | دونفره/گروه         | منبع  |
| ----- | ------------------- | ----- |
| ۲۰    | بروکس و دان         | [ ۸ ] |
| ۱۴    | فلوریدا جورجیا لاین | [ ۸ ] |
| ۱۴    | راسکال فلتز         | [ ۸ ] |
| ۱۳    | زک براون بند        | [ ۸ ] |
| ۱۱    | لیدی آنتبلوم        | [ ۹ ] |

### بیشترین ورود به ۱۰ آهنگ برتر
| مجموع | هنرمند     | منبع   |
| ----- | ---------- | ------ |
| ۶۱    | جرج استریت | [ ۱۰ ] |
| ۵۸    | تیم مک‌گرا  | [ ۱۱ ] |
| ۵۸    | کنی چزنی   | [ ۱۲ ] |
| ۵۱    | الن جکسون  | [ ۱۳ ] |
| ۴۳    | کیث اربن   | [ ۱۴ ] |

### بیشترین ورود به ۱۰ آهنگ برتر توسط زنان
| مجموع | هنرمند          | منبع   |
| ----- | --------------- | ------ |
| ۳۶    | ریبا مک‌اینتایر  | [ ۱۰ ] |
| ۳۰    | کری آندروود     | [ ۱۵ ] |
| ۲۳    | فیث هیل         | [ ۱۶ ] |
| ۲۰    | مارتینا مک‌براید | [ ۱۷ ] |
| ۱۹    | تریشا یروود     | [ ۱۸ ] |

### بیشترین ورودی‌ها
| مجموع | هنرمند     | منبع   |
| ----- | ---------- | ------ |
| ۱۰۰   | جرج استریت | [ ۱۹ ] |
| ۹۵    | کنی چزنی   | [ ۱۲ ] |
| ۹۲    | گارث بروکس | [ ۱۹ ] |